# ريتشارد مريديث
ريتشارد مريديث (بالإنجليزية: Richard Meredith)‏ هو سياسي نيوزلندي، ولد في 1843 في جمهورية أيرلندا، وتوفي في 1918 في نيوزيلندا. حزبياً، نشط في الحزب الليبيرالي النيوزيلندي. وقد انتخب عضو مجلس النواب النيوزيلندي.